# Crenetermes
Crenetermes es un género de termitas isópteras perteneciente a la familia Termitidae que tiene las siguientes especies:
1. Crenetermes albotarsalis
2. Crenetermes elongatus
3. Crenetermes fruitus
4. Crenetermes mandibulatus
5. Crenetermes mixtus